# SN 2007jg
SN 2007jg – supernowa typu Ia odkryta 14 września 2007 roku w galaktyce A032950+0003. W momencie odkrycia miała maksymalną jasność 18,40m.